# 松本淳一郎
松本 淳一郎（まつもと じゅんいちろう、1947年 - ）は、日本の政治活動家。政治団体「清和政策研究会」の代表者兼会計責任者。

## 人物
早稲田大学第一政治経済学部卒業後、1972年、日本電信電話公社（NTT）入社。1995年3月-1997年11月帯広支店長、NTTクオリス（現NTT印刷）常務取締役、2008年6月-NTTコムウェア常勤監査役など、NTTグループ企業の役職を歴任した。
とかち観光大使、日本ユネスコ協会連盟参与、特定非営利活動法人日本児童文化研究所理事、株式会社日本YCR取締役相談役、株式会社ナカタ電業社相談役、2019年5月、一般社団法人新しい歴史教科書をつくる会監事を務めた。日本文化チャンネル桜賛同者の一人。
NTT在職時、後輩社員でのちの自由民主党参議院議員の世耕弘成とつながりがあった。のちにNTTグループ企業の現役幹部や元社員で構成される政治団体「21テレコム会議」（現・21ICT協議会）代表理事を務めた。日本会議杉並支部長を務めた。
2019年、政治団体「清和政策研究会」の代表者兼会計責任者の畠山三男が高齢のため退任することになった。同年2月、世耕の紹介で畠山の後任として同団体代表者兼会計責任者に就任した。また、事務局長も務めた。
2024年1月19日、東京地検特捜部は、自由民主党派閥の政治資金パーティーを巡る裏金事件で、安倍派の会計責任者・事務局長の松本を政治資金規正法違反（虚偽記入）の罪で起訴した。
2024年5月10日に行われた初公判では、起訴内容を大筋で認めた。
2024年10月16日、 検察側、被告側の双方が前日の期限までに控訴しなかった為、禁錮3年、執行猶予5年の有罪とした東京地裁判決が確定した。